# National-Abweichler
National-Abweichler (russisch национал-уклонизм nazional-uklonism), auch nationale Abweichler, ist ein von Josef Stalin eingeführter Begriff, der das Streben führender Parteifunktionäre der Union und der autonomen Republiken nach Unabhängigkeit im Rahmen der nationalen Politik beschreibt.

## Ursprung
Der Ursprung des Begriffs geht auf die Diskussion in der Sowjetunion in den 1920er Jahren über die Rolle der nationalen Frage zurück. Die Entstehung des Begriffs steht im Zusammenhang mit der Diskussion zwischen Stalin und Lenin über die Beziehungen zwischen Moskau und den anderen Republiken, die im Brief „Zur Frage der Nationalitäten oder ‚Autonomisierung‘“ und dem damit verbundenen „Georgischen Zwischenfall“ von 1922 ihren Anfang nahm.

Am 22. September 1922 schickte Stalin einen Brief an Lenin, in dem er sein Projekt der „Autonomisierung“ und sein Verständnis von „nationaler Abweichung“ darlegte:
„Während der vier Jahre des Bürgerkriegs, als wir durch die Intervention gezwungen waren, den Liberalismus Moskaus in der nationalen Frage zu demonstrieren, ist es uns gelungen, unter den Kommunisten gegen unseren Willen echte und konsequente Sozial-Unabhängige heranzubilden, die echte Unabhängigkeit in jedem Sinne fordern.
[…] das ‚nationale‘ Element wirkt in der Peripherie nicht zugunsten der Einheit der Sowjetrepubliken, während die formale Unabhängigkeit diese Arbeit begünstigt. Eines von vielen Beispielen: Kürzlich hat die georgische Tseka, wie sich herausstellt, ohne Wissen der Tseka-RKP beschlossen, einer osmanischen Bank (mit anglo-französischem Kapital) die Eröffnung einer Filiale in Tiflis zu erlauben […]
Mein Plan:
1. Die Frage von Buchara, Chiwa und der fernöstlichen Republik (die noch nicht sowjetisiert wurde) offen lassen, d. h. sie noch nicht zu autonomisieren.

2. Was die anderen fünf unabhängigen Republiken (Ukraine, Belarus, Georgien, Aserbaidschan und Armenien) anbelangt, so sollte die Autonomisierung als zweckmäßig anerkannt werden, so dass die Zentralkomitee dieser Republiken bis zum Allrussischen Kongress der Sowjets die ZKs selbst freiwillig ihren Wunsch äußern, auf der Grundlage der Autonomie engere Wirtschaftsbeziehungen mit Moskau einzugehen (ich habe bereits die Erklärung des aserbaidschanischen und armenischen ZK der Kommunistischen Partei über die Zweckmäßigkeit der Autonomisierung und die Erklärung des georgischen ZK der Kommunistischen Partei über die Zweckmäßigkeit der Erhaltung der Unabhängigkeit …)“

## Formen
Traditionell wurden diejenigen Mitglieder nationaler Parteien, deren Ansichten nicht mit der Linie der Moskauer Führung übereinstimmten, als nationale Abweichler eingestuft. Dabei konnten sich die Ansichten der „nationalen Abweichler“ im Kern erheblich unterscheiden. Die bekanntesten „personalisierten“ Ausprägungen des „National-Abweichlers“ sind der „Sultan-Galijewismus“ (von Sultan-Galijew), der „Schumskismus“ (von Schumskyj), der „Wolobujievismus“ (von Wolobujew), der „Skrypnykovismus“ (von Skrypnyk), der „Chwyljowismus“ (von Chwylowyj).

## Verfolgung durch das stalinistische Regime
National-Abweichler galten als Konterrevolutionäre und wurden entsprechend verurteilt und verfolgt. Aus der Resolution des XII. Kongresses der Kommunistischen Partei (Bolschewiki) der Ukraine (KP(B)U), 1934:
„Die Beschlüsse des 16. Kongresses und die Instruktionen des Genossen Stalin signalisierten der Partei, dass die nationalistischen Abweichungen infolge der Verschärfung des Klassenkampfes durch den Vormarsch des Sozialismus auf breiter Front zunehmen, und forderten die Partei auf, den Kampf gegen diese Tendenzen zu verstärken. Die KP(B)U und das Zentralkomitee der KP(B)U zogen jedoch nicht rechtzeitig alle Konsequenzen aus den Anweisungen des Genossen Stalin zur nationalen Frage auf dem 16. Kongress, erhöhten nicht die bolschewistische Wachsamkeit in ihren Reihen und kontrollierten nicht das Personal in allen Bereichen des sozialistischen Aufbaus, obwohl die KP(B)U mehrere ziemlich ernste Signale der sich verschärfenden nationalistischen Konterrevolution hatte (der BBU-Prozess, der Fall des ‚Ukrainischen Nationalen Zentrums‘). Das Zentralkomitee der KP(B)U hat die Entstehung und Entwicklung von Skrypnyks neuer nationalistischer Abweichung, die in die Hände der imperialistischen Interventionisten spielte, übersehen.
[…] Das Jahr 1933 war das Jahr der Niederschlagung der nationalistischen Konterrevolution, und die Arbeit der ukrainischen Behörden zur Bekämpfung nationalistischer konterrevolutionärer Elemente wurde wieder aufgenommen.“